# Sasselbach (Orke)
Der Sasselbach ist ein knapp 4,2 km langer, nördlicher und orographisch linker Zufluss der Orke im Gemeindegebiet von Vöhl im nordhessischen Landkreis Waldeck-Frankenberg (Deutschland).

## Name
Der Bach wird 1650 als „uber die Saßelbach“ schriftlich erwähnt. Das Bestimmungswort könnte sich vom althochdeutschen Wort sahs für „Messer“ ab.

## Verlauf
Der Sasselbach entspringt in der Sachsenberger Leimestruth. Seine Quelle liegt etwa 150 m nördlich vom Dorfrand des Vöhler Ortsteils Buchenberg, zwischen der Kreisstraße 51 (Fürstenberg–Buchenberg) im Westen und der Landesstraße 3084 (Herzhausen–Buchenberg–Niederorke) im Osten. In landwirtschaftlich genutztem Gebiet befindet sie sich auf rund 395 m ü. NHN.
Etwas unterhalb seines Ursprungs unterquert der überwiegend südwärts gerichtete Sasselbach die K 55, um dann in landwirtschaftlich genutztem Gebiet westlich vorbei an Buchenberg zu fließen und dabei die L 3084 zu unterqueren. Südlich des Dorfs verläuft der Bach, nach Einmünden seines längsten Zuflusses, durch ein zunehmend von bewaldeten Hängen gesäumtes Tal. 
Kurz nach Unterqueren der K 85 (Niederorke–Ederbringhausen) mündet der Sasselbach in Ederbringhausen auf etwa 258 m Höhe in die dort von Nordwesten kommende Orke, die ihrerseits 950 Flussmeter unterhalb davon die Eder speist.

## Einzugsgebiet und Zuflüsse
Das Einzugsgebiet des Sasselbachs ist 4,498 km² groß. Gespeist wird er lediglich von wenigen Bächen und Rinnsalen, wovon sein längster etwas unterhalb von Buchenberg einmündet und 1,2 km lang ist.

## Naturräumliche Zuordnung
Der Sasselbach fließt in der Haupteinheitengruppe Süderbergland (Nummer 33), in der Haupteinheit Ostsauerländer Gebirgsrand (332) und in der Untereinheit Waldstruth (332.3) im Naturraum Sachsenberger Leimestruth (332.31), wobei sich direkt östlich in der Haupteinheitengruppe Westhessisches Bergland (34), in der Haupteinheit Kellerwald  (344) und in der Untereinheit Niederkellerwald (344.5) der Naturraum Lotheimer Täler (344.51) anschließt.

## Schutzgebiete
Die Mündung des Sasselbachs liegt im Landschaftsschutzgebiet Auenverbund Eder (CDDA-Nr. 378400, 1993 ausgewiesen; 45,07 km² groß), im Vogelschutzgebiet Ederaue (VSG-Nr. 4822-402; 30,95 km²) und im Fauna-Flora-Habitat-Gebiet Obere Eder (FFH-Nr. 4917-350; 23,35 km²).

## Verkehr und Wandern
Den quellnahen Oberlaufabschnitt des Sasselbachs überquert die von Fürstenberg im Nordwesten nach Buchenberg im Südosten führende Kreisstraße 51, den Bachmittelauf die von Herzhausen im Nordnordosten durch Buchenberg nach Niederorke im Südwesten verlaufende Landesstraße 3084 und den mündungsnahen Unterlaufabschnitt die von Niederorke im Nordwesten nach Ederbringhausen im Südosten entlang der Orke führende K 85. Es führen neben Fahrwegen mehrere Feld- und Waldwege, auf denen gewandert werden kann, am Bach entlang.